# إله مجسم

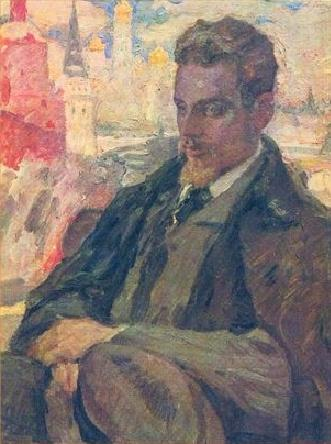

الإله الشخصي هو الإله الذي يكون له ذات وشخص، عكس القوة الإلهية غير الشخصية، والتي تكون مطلقة وكلية وغير نسبية.

يُوصف الإله في الأديان الإبراهيمية على أنه خالق شخصي، يتحدث على أنه شخص بذاته ويظهر بعض المشاعر كالغضب والكبرياء وأحياناً يظهر بشكل بشري.
في التوراةعلى سبيل المثال، يتحدث الإله إلى أنبيائه ويعطيهم الأوامر، ويُتصور على أنه يملك إرادة ومشاعر(كالغضب والحزن والسعادة) ونيةوصفات أخرى بشرية. أحياناً يتم وصف العلاقات الشخصية مع الإله كما هي بين البشر، مثل الإله الآب كما في المسيحية، أو كصديق كما في الصوفية.

في دراسة قام بها مركز بيو للدراسات في عام 2008, أظهرت النتائج أن 60 % من الأمريكيين البالغين يرون أنَّ "الإله هو شخص من الممكن أن يكون بينه وبين البشر علاقة", بينما يؤمن 25 % أنَّ "الإله قوة غير شخصية.

## اعتقاد المسلمين

### رأيالسلفيين
- عبد الغني النابلسي:[5] [ فالشيء الذي لا صورة له: صورته أنه لا صورة له؛ فعدم الصورة له صورة، كما قالوا في علامة الحرف أن عدم العلامة له علامة.

فلا ينفى في تصور الشيء الذي هو الحق سبحانه تعالى إلا أنه لا صورة له في حقيقته ذات؛ فعدم تصوره هو تصوره فيرجع الأمر إلى الحكم على لا صورة أنه صورة مقيدة بعدم الصورة.
وينفى الفرق بين الحق وبين العدم المحض أمر تعبدي، وهو اعتقاد الوجود المتصف بالصفات اللائقة به الواردة عنه على حسب ما هو عليه لا على حسب التصور؛ فيكون الحق والعدم متساويان بالنسبة إلى فهومنا وعقولنا، ولا فرق إلا بذلك الأمر التعبدي، وهو الإيمان باعتقاد الوجود والصفات اللائقة به.
وأما في حقيقته فلا شبهة في الفرق بين الإثبات والنفي؛ لكن ذلك الفرق إنما هو بالنسبة إلى الحق لا بالنسبة إلى ما نحن عليه من الإدراك العقلي، ولا تنكر نسبة الصورة إلى الحق تعالى كما ورد في الحديث الشريف.
- ابن عثيمين «نفي الجسمية والتجسيم لم يرد في الكتاب والسنة، ولا في كلام السلف، فالواجب على العبد التأدب مع الله ورسوله وسلف الأمة، فلا ينفي عن الله تعالى إلا ما نفاه عن نفسه، ولا يثبت له إلا ما أثبته لنفسه. أما ما لم يرد به نفي ولا إثبات مما يحتمل حقّاً وباطلاً، فإن الواجب السكوت عنه، فلا ينفى ولا يثبت لفظه، وأما معناه فيسأل عنه، فإن أريد به حق قبل، وإن أريد به باطل رد، وعلى هذا فيسأل من نفى التجسيم، ماذا تريد بالجسم؟ فإن قال: أريد به الشيء المركب المفتقر بعضه إلى بعض في الوجود والكمال، قلنا: نفي الجسم بهذا المعنى حق؛ فإن الله تعالى واحد أحد صمد غني حميد. وإن قال: أريد به الشيء المتصف بالصفات القائمة به من الحياة، والعلم والقدرة، والاستواء والنزول، والمجيء، والوجه، واليد ونحو ذلك مما وصف الله به نفسه. قلنا: نفي الجسم بهذا المعنى باطل، فإن لله تعالى ذاتاً حقيقية، وهو متصف بصفة الكمال التي وصف بها نفسه من هذه الصفات وغيرها على الوجه اللائق به. ومن أجل احتمال الجسم لهذا وهذا، كان إطلاق لفظه نفياً وإثباتاً من البدع التي أحدثت في الإسلام».[6]